# Suniario I de Ampurias
Suniario I de Ampurias o Suniario I del Rosellón (en catalán Sunyer I d'Empúries o del Rosselló) (c. 810-848), conde de Ampurias y conde del Rosellón (834-848). Era quizás hijo de Bellón I de Carcasona o de otra familia goda de la región.
Recibió la investidura de los dos condados de manos de Luis I de Francia, junto con Odalrico.
En la revuelta de Guillermo de Septimania en el año 848, hijo de Bernardo de Septimania, perdió el condado y, probablemente, la vida a favor del primero.